# Desafinado
Desafinado (рус. Дезафина́до, англ. Slightly out of tune, также Off key) — босса-нова, написанная Антониу Карлосом Жобином на стихи Ньютона Мендосы в 1958 году. Впервые выпущена на пластинке в 1959 году, первый исполнитель — гитарист и певец Жуан Жилберту. Исполняется также с английской подтекстовкой (автор — Джон Хендрикс).
По-португальски «desafinado» — «мимо нот», «фальшиво». Песня создавалась как пародия, как насмешка над некоторыми певцами из баров Рио-де-Жанейро, исполнение которых иногда было довольно неуверенным — эти певцы-любители плохо интонировали, не попадали в ритм, но делали вид, что так и нужно — «это такой стиль».
Со временем песня стала одной из самых популярных мелодий и даже «визитной карточкой» жанра босса-новы, вошла в число джазовых стандартов. Песню исполняли (помимо автора, Тома Жобина) известные эстрадные певцы, в том числе Нара Леан, Джули Лондон, Фрэнк Синатра, Джордж Майкл, Нина Перссон. Джазовые обработки выполняли Стен Гетц, Элла Фицджеральд, Херб Альперт, Диззи Гиллеспи, Коулмен Хокинс, Джо Хендерсон, Элиана Элиас и многие другие. 